# Juan de Albayceta
Juan de Albayzeta o Albaiceta (Magallón, Zaragoza, último tercio del XVII - primer tercio del XVIII) fue un sastre y modisto español que publicó un famoso manual ilustrado de su oficio en 1720: Geometría y trazas (Zaragoza: Francisco Revilla, 1720).

## Biografía
Poco se sabe sobre él. Por el apellido debía ser de origen morisco. Según Francisco Aguilar Piñal, tenía un hermano coadjutor jesuita, Juan Isidro Albayceta (1663-1730), que publicó el libro con su nombre como pseudónimo. La obra, ampliamente ilustrada y de la que solo se conservan cuatro ejemplares, es el último tratado de geometría y traza publicado en España; a partir de entonces serán los modernos sistemas de corte y confección, especialmente los franceses, los que tomen el relevo.

## Obras
- Geometría y trazas pertenecientes al oficio de sastre, donde se contiene el modo y orden de cortar todo género de vestidos españoles y algunos estrangeros, sacandolos de qualquier ancharia de tela, por la Vara de Aragon y explicada esta con todas las de estos Reynos, y las medidas que usan en otras Provincias estrangeras.... Zaragoza: Francisco Revilla, 1720.